# Bratovština Sv. Nikole
Udruga Bratovština sv. Nikole osnovana je davne 1869. godine u Kostreni sv. Barbare, koja je bila jako pomorsko središte. U razdoblju od 1842. g. do 1902. g. kostrenske obitelji su imale 68 jedrenjaka, što u potpunom, što u djelomičnom vlasništvu, a mještani su bili mahom pomorci. Bratovština sv. Nikole je osnovana u periodu kulturnog procvata Kostrene sv. Barbare. Osnovna škola je započela s radom 1839. godine, a Narodna čitaonica je osnovana 1871. godine, kao peta takva ustanova u Hrvatskom primorju (nakon Karlobaga, Novog Vinodolskog, Kraljevice i Rijeke).
Cilj Bratovštine bio je da pomaže siromašnim obiteljima koje su ostale bez hranitelja (supruga, oca, sina, brata), poginulih ili nestalih s jedrenjaka na moru, te ostarjelim pomorcima koji više nisu odlazili ploviti. 
Za vrijeme II svjetskog rata aktivnosti nije bilo, a nakon rata su se odvijale sporadične aktivnosti pod vodstvom različitih voditelja. Godine 1999. donesena je odluka da se Bratovština registrira kao udruga pod nazivom: "Bratovština sv. Nikole u Kostreni sv. Barbara". Udruga aktivno sudjeluje u kulturnim aktivnostima Kostrene, te njeguje tradiciju i očuvanje povijesnih običaja pomoraca i mještana Kostrene sv. Barbare.

## Povijest
Novac se nabavljao iz plaćenih članarina, donacijama bogatijih ljudi ili "sajanjem". 
"Sajanje" se vršilo na način da su stariji mornari, koji trenutno nisu bili na moru, na dan sv. Nikole (6. prosinca) išli od kuće do kuće i skupljali novac, hranu, odjeću i drugo, te dobiveno dijelili onima, kojima je to bilo najpotrebnije.
Postoji knjiga s prvim zapisnikom nakon osnivanja Bratovštine sv. Nikole iz 1869. godine.            